# Моиша (Муреш)
Моиша (рум. Moișa) насеље је у Румунији у округу Муреш у општини Глодени. Oпштина се налази на надморској висини од 391 m.

## Становништво
Према подацима из 2002. године у насељу је живело 359 становника, од којих су сви румунске националности.